# Macrothele cretica
Macrothele cretica is een spinnensoort uit de familie Macrothelidae. De soort komt voor in Kreta.
De soort staat op de Rode Lijst van de IUCN als onzeker.